# Cariniana uaupensis
Cariniana uaupensis é uma espécie de árvore (planta lenhosa) da família Lecythidaceae.
Apenas pode ser encontrada em Imeri, Amazonas, Brasil.
Esta espécie está ameaçada por perda de habitat.